# 제주 산방산 암벽식물지대
제주 산방산 암벽식물지대는 제주특별자치도 서귀포시 안덕면 사계리 해발 365m의 산방산 정상부와 암벽에는 붙어사는 희귀한 식물들은 귀중한 학술연구 자원이므로 천연기념물로 지정하여 보호하고 있다.
구실잣밤나무, 참식나무, 후박나무, 생달나무, 육박나무, 돈나무, 가마귀쪽나무 등의 해안에서 사는 식물들과 지네발란, 풍란, 석곡, 섬회양목 등의 암벽에서 사는 식물이 있다.
- 산방산암벽식물지대 보관됨 2007-09-29 - 웨이백 머신 - 남북의 천연기념물
- 산방산암벽식물지대 - 문화재청